# 파비안 카우터
파비안 라파엘 카우터(독일어: Fabian Raphael Kauter, 1985년 9월 22일~)는 스위스의 펜싱 선수로 주 종목은 에페이다.
그는  2007년 유럽 펜싱 선수권 대회에서 동메달을 획득하였고, 2011년 세계 펜싱 선수권 대회 대회에서도 같은 업적을 달성하였다. 그는 2012년 하계 올림픽의 남자 에페 개인전에 참가하였다. 그는 2번 시드를 받아 30명이 출전한 이 토너먼트에서 32강을 부전승으로 건너뛰었다. 그러나, 그는 16강전에서 프랑스의 야닉 보렐에게 11-15로 패하며 첫판에 탈락하였다.
그의 아버지, 크리스티안 카우터는 과거에 스위스 대표로 두 차례 올림픽 메달을 획득하였고, 그의 형 미하엘 카우터 또한 올림픽의 에페 종목에 참가한 적이 있는 펜싱 선수이다.